# Mesorregión del Norte Cearense
La mesorregión del Norte Cearense es una de las siete mesorregiones del estado brasileño del Ceará. Es formada por la unión de 36 municipios agrupados en ocho microrregiones. Las principales localidades son: Baturité, Beberibe, Canindé, Cascavel, Itapagé, Itapipoca, Paracuru, Pentecoste.

## Microrregiones
- Bajo Curu
- Baturité
- Canindé
- Cascavel
- Chorozinho
- Itapipoca
- Medio Curu
- Uruburetama

- Datos: Q2538867